# Höga kustenleden

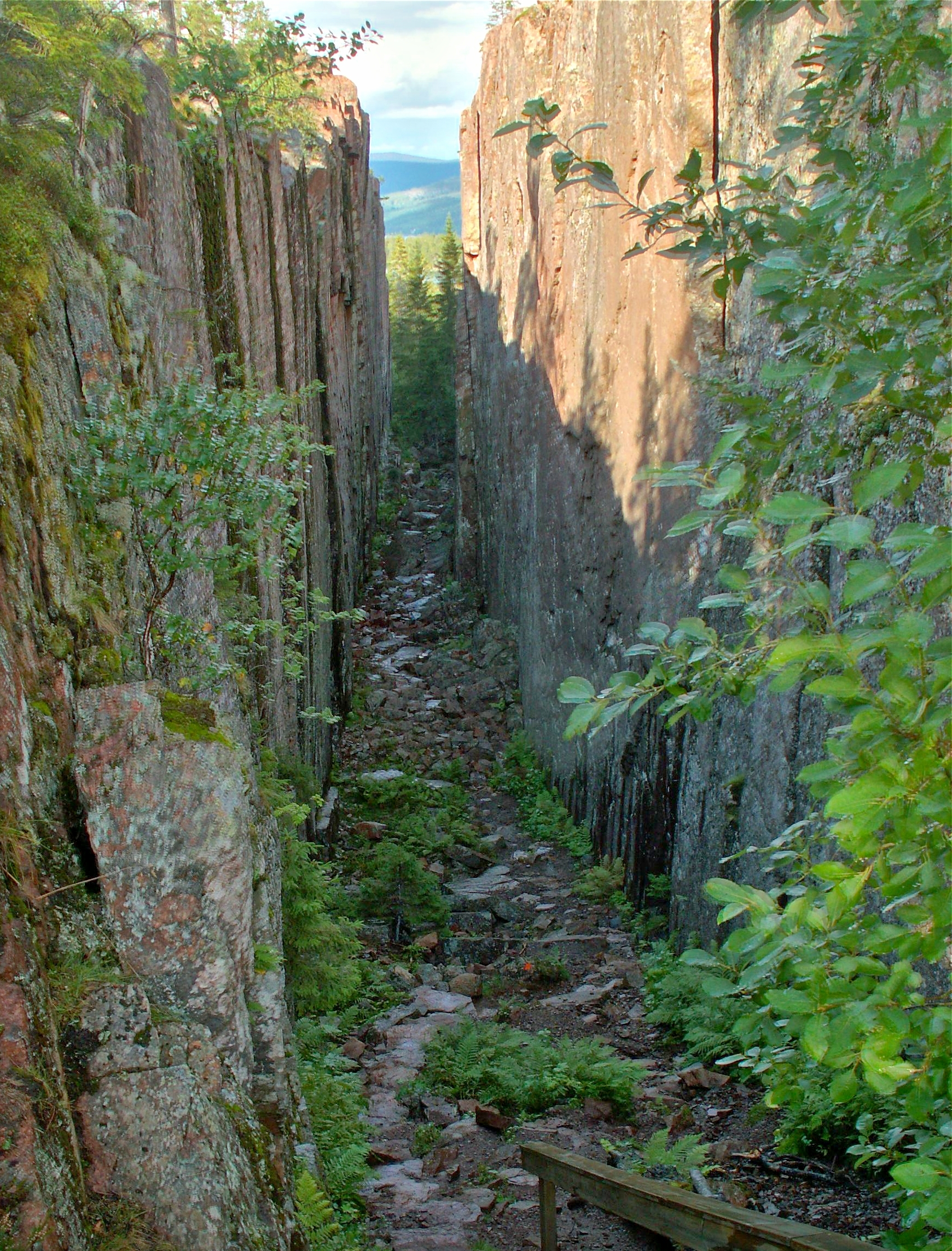
Höga kustenleden vede mimo jiné přes soutěsku Slåtterdalsskrevan v národním parku Skuleskogen.

Höga kustenleden (doslova Cesta vysokým pobřežím) dálková turistická trasa dlouhá 129 km ve Švédsku, v oblasti Höga kusten (Vysokého pobřeží) po pobřeží Botnického zálivu. Začíná v Hornöbergetu u dlouhého vysutého mostu Högakustenbron v ústí řeky  Ångermanälven a končí v centru města Örnsköldsvik. Je rozdělena do 13 etap a pro každou etapu je k dispozici alespoň jeden typ přenocování, od chatek po hostely a hotely. Každou etapu lze absolvovat samostatně a jejich náročnost se pohybuje od lehkých po obtížnější.

## Etapy

### 1. etapa: Hornöberget - Lövvik (9,8 km)
Etapa se považuje za náročnější. Začíná na severním straně visutého mostu Högakustenbron a cíl má v Lövviku.

### 2. etapa: Lövvik - Fjärdbotten (9,6 km)
Normální. Je zde zacházka asi 800 m na vrchol Valkallenu, který býval v minulosti místem, kde se zapalovaly signální ohně. Lano usnadňuje lezení v nejstrmější části.

### 3.etapa 3: Fjärdbotten – Gavik (12,8km)
Náročná. Odbočka vede k mořskému kempingu a pláži  Hörsångs a k tábořišti na úpatí fjordu Grönsviksfjärden.

### 4. etapa: Gavik - Lappudden (11,5 km)
Snadná. Je zde 700 m dlouhá odbočka na Rödklitten, což je skalnatý kopec s výhledy. Na strmé straně jsou zbytky hradiště z mladší doby kamenné. 

### 5. etapa: Lappudden - Ullånger (15 km)
Náročná. Přichází se do obce Ullånger podle silnice E4. 

### 6. etapa: Ullånger - Skoved (10,5 km)
Normální. Mäjasjönovu zemědělskou usedlost tvoří asi deset budov, které byly obnoveny. 

### 7. etapa: Skoved - Skuleberget (6.8 km)
Snadná. Etapa prochází obcí Docksta do přírodní rezervace Skuleberget. 

### 8. etapa: Skuleberget - Käl (9,2 km)
Normální. Odbočka 5 km severně od Skulebergetu vede ke horské boudě Bergsbodarna. 

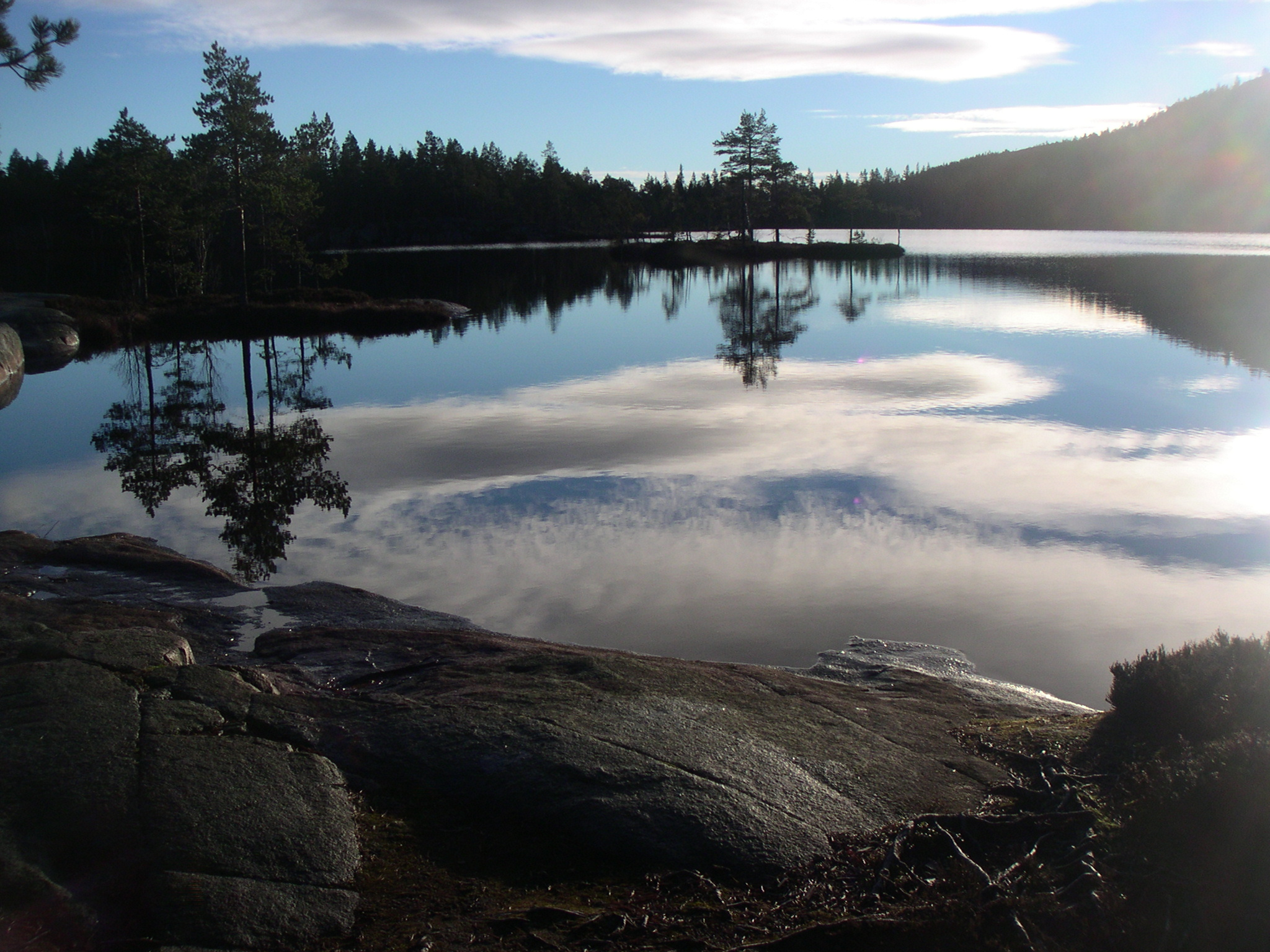
Jezero Tärnetvattnet (NP Skuleskogen)

### 9. etapa: Käl - Näske (8.6 km)
Náročná. Tato etapa vede přes národní park Skuleskogen. V parku je systém 28 km značených turistických stezek, které navazují na hlavní stezku. U moře jsou chaty Näskebodarna a Tärnetholmarna. Po cestě je také pohřebiště z doby bronzové. Ve vyšších polohách leží jezera Skrattaborrtjärnen a Tärnetvattnet. Pod nimi se nachází hluboké úzké trhliny a jeskyně. Potok Skravelbäcken protéká napříč touto etapou. Nejnavštěvovanějším místem je soutěska Slåttdalskrevan.

### 10. etapa: Näske - Köpmanholmen (6 km)
Snadná. Stezka vede po silnici do vesnice Köpmanholmen. 

### 11. etapa: Köpmanholmen - Sandlågan (12,7 km)
Náročná. Asi 6 km této etapy prochází přírodní rezervace Balesudden. Za jezerem Balestjärnen  až k vyhlídkovému bodu na Balesberget vede dvoukilometrová zacházka. 

### 12. etapa: Sandlågan - Svedje (11,6 km)
Normalní. Po stezkách a lesních cestách kolem Småtjärnarny se přichází do Svedje na okraji Örnsköldsviku.

### 13. etapa: Svedje - Örnsköldsvik (4 km)
Snadná. Přejde se po mostě přes řeku Moälven. Na kraji obce se míjí MODO: domácí zimní stadion Kempehallen. Stoupá se přírodní rezervací Hörnsjöns. V horní části kopce  Varvsberget je výhled na město Örnsköldsvik a fjord. Po cestě, pod skokanskými můstky a kolem železničního nádraží cesta vede do centra města, kde končí. 